# Lipinka (ort i Tjeckien)
Lipinka är en ort i Tjeckien.   Den ligger i regionen Olomouc, i den östra delen av landet, 190 km öster om huvudstaden Prag. Lipinka ligger 371 meter över havet och antalet invånare är 222.
Terrängen runt Lipinka är kuperad norrut, men söderut är den platt. Runt Lipinka är det ganska tätbefolkat, med 172 invånare per kvadratkilometer. Närmaste större samhälle är Šumperk, 15,2 km norr om Lipinka. Trakten runt Lipinka består till största delen av jordbruksmark.